# Aeroakustik-Windkanal
Aeroakustik-Windkanäle sind Windkanäle für aeroakustische Untersuchungen hauptsächlich im Bereich der Fahrzeug- und Luftfahrttechnik. Bei diesen speziellen Windkanälen werden die recht lauten elektrischen Geräusche des Antriebs sowie die aerodynamischen Geräusche am Gebläse und in der Luftführung des Windkanals nachträglich gemindert, damit sie nicht die eigentlich zu untersuchenden Geräusche des (Luft-)Fahrzeugs stören.

## Aufbau

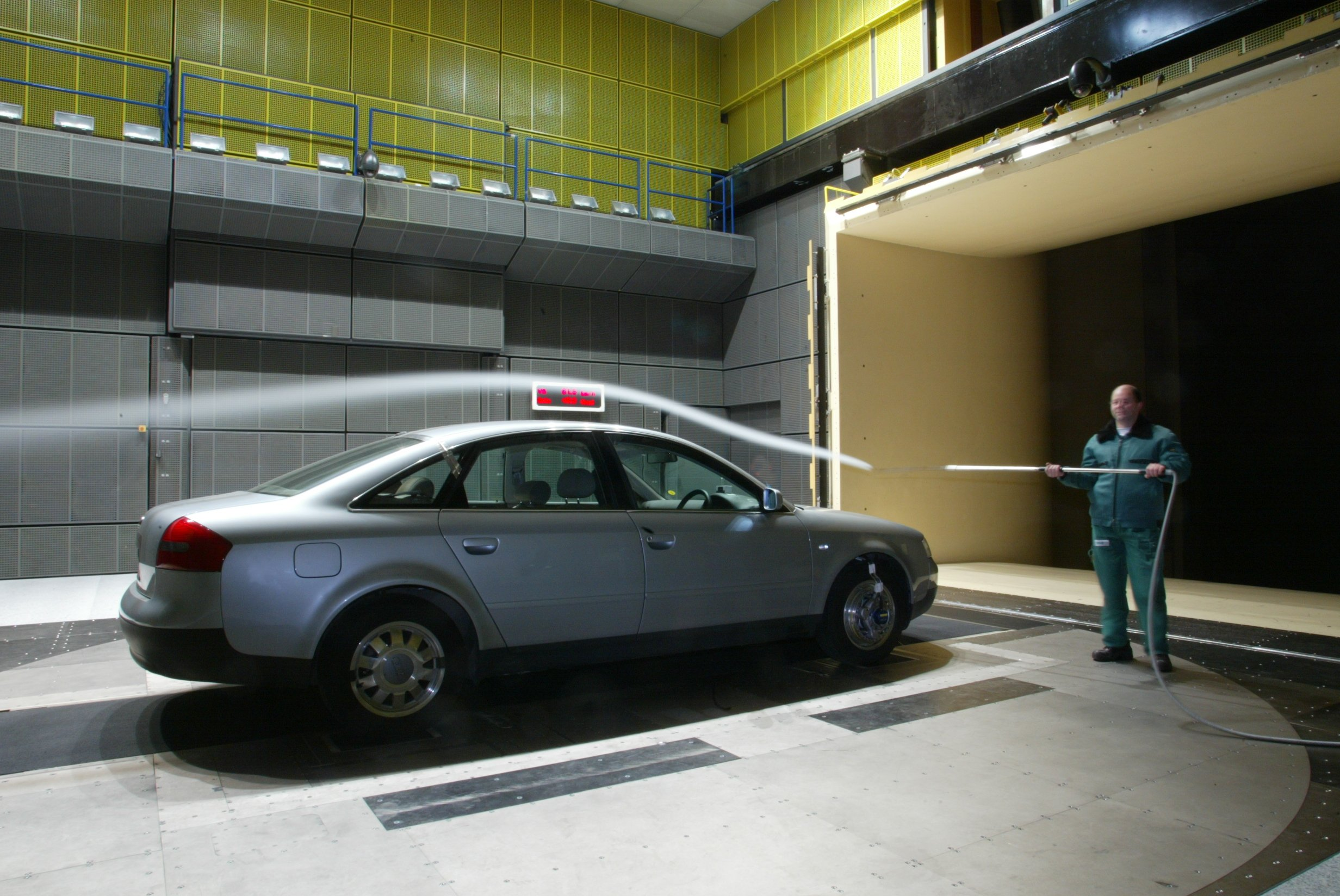
Messhalle des Aeroakustik-Windkanals am FKFS in Stuttgart

Zunächst muss das Gebläsegeräusch aus der Messstrecke ferngehalten werden. Außerdem sind Einbauteile (z. B. Fangnetze) so anzuordnen, dass die durch sie erzeugten Geräusche in der Messstrecke möglichst nicht wahrgenommen werden können. Weitere Maßnahmen betreffen die Messstrecke selbst: sie wird im Allgemeinen reflexionsarm ausgelegt, wobei die Messhallenwände mit Absorbern verkleidet werden. Dies ist wesentlich einfacher für offene als für geschlossene oder geschlitzte Messstrecken zu realisieren.
In den ersten Aeroakustik-Windkanälen wurde die Geräuschminderung durch Schalldämpfer und Beschichtungen aus Fasermaterialien erreicht. Die umströmten Fasermaterialien hatten den Nachteil, dass Partikel von der Luft mitgerissen werden konnten, was sowohl die akustische Wirksamkeit als auch die Luftqualität beeinflusste.
In neueren Windkanälen werden daher meist alternative faserfreie Schallabsorber eingesetzt, die aus einer Kombination von Schaumstoffen und Platten- oder Membranabsorbern bestehen. Die Schaumstoffe sind hierbei auf den höheren Frequenzbereich abgestimmt, während die Absorber die tieferfrequenten Geräuschanteile absorbieren.
Membranabsorber bestehen aus ebenen Kulissen, die meist ca. 10 cm dick sind und aus einer Kombination von Plattenschwingern mit Helmholtz-Resonatoren bestehen. Dies wird durch eine Anordnung hohler Kammern erreicht, die ein Volumen von ca. 0,5 bis 5 Litern haben. Sie werden mit einer gelochten oder geschlitzten Metallmembran abgedeckt. Über alle Kammern einer Kulisse wird eine zweite schwingfähige Metallmembran aufgebracht. Damit ist die Membranabsorber-Kulisse ein geschlossener Körper, der aus nur einem Werkstoff (meist Edelstahl oder Aluminium) besteht. Die Abstimmung der Absorber auf den gewünschten Frequenzbereich geschieht über die Parameter Kammervolumen, Dicke der Metall-Membranen, Schlitzbreite und Abstand zwischen Deck- und Schlitzmembran.

## Standorte
In Deutschland befinden sich spezielle Aeroakustik-Windkanäle u. a. in
- Weissach (Porsche),
- Sindelfingen (Mercedes),
- München (BMW),
- Ingolstadt (Audi),
- Braunschweig (Deutschen Zentrum für Luft- und Raumfahrt) und
- Stuttgart (Forschungsinstitut für Kraftfahrwesen und Fahrzeugmotoren, der einzige von der Industrie unabhängigen Fahrzeugwindkanal).
- Erlangen (FAU)

Renommierte ausländische Windkanäle sind u. a. in
- Emmeloord (NL) (Deutsch-Niederländischer Windkanal, DNW)[1] und
- Montigny le Bretonneux bei Versailles (F) (PSA-Renault-Windkanal S2A).